# 副督察
副督察（英语：Police Sub Inspector）是共和联邦国家或地区的警衔。

## 香港
香港警务处的副督察（英文：Police Sub Inspector，縮寫：PSI）是香港警察職級中曾經存在過的最低級督察級職級。職級位於甲級高級警長之上，督察之下。於1972年，警隊架構重整後此級被取消，當時的副督察全數擢升為督察。

## 徽章衣飾
副督察的肩章以英国陆军少尉军衔标志为蓝本，上有一枚军星。

## 历史
香港警察職級乃參考自英國警銜，英國警銜則參考自英國軍銜，一般分為將軍、校尉、士官以及兵的職級。副督察為少尉職級。首位女副督察為許錦濤（別號高健美 Kimmy Koh），於1949年12月1日獲委任。